# Tilapia cabrae
Tilapia cabrae es una especie de peces de la familia Cichlidae en el orden de los Perciformes.

## Morfología
Los machos pueden llegar alcanzar los 37 cm de longitud total.

## Distribución geográfica
Se encuentran en África: desde el sur del río Muni hasta la desembocadura del río Congo y el delta del río Cuanza (Angola).